# La Libertad, San Luis Potosí
La Libertad är en ort i Mexiko.   Den ligger i kommunen Axtla de Terrazas och delstaten San Luis Potosí, i den centrala delen av landet, 230 km norr om huvudstaden Mexico City. La Libertad ligger 103 meter över havet och antalet invånare är 255.
Terrängen runt La Libertad är platt åt sydost, men åt nordväst är den kuperad. Runt La Libertad är det ganska tätbefolkat, med 100 invånare per kvadratkilometer. Närmaste större samhälle är Tampacan, 18,5 km sydost om La Libertad. I omgivningarna runt La Libertad växer huvudsakligen savannskog.